# Englebert Van Anderlecht
Pour les articles homonymes, voir Anderlecht (homonymie).
Englebert Van Anderlecht (né à Bruxelles le 24 mars 1918 et mort le 7 mars 1961) est un peintre belge. Après avoir exposé quelques œuvres figuratives en 1940, il se consacre pendant dix ans à l'étude de la peinture et se dirige vers l'art abstrait. Il peint des toiles de grande taille, avec une profusion de couleurs. A la fin de sa vie, il a fait partie du mouvement Groep 58 et de la Nieuwe Vlaamse School. Il est considéré comme un des principaux représentants de l'art abstrait dans ce pays après la Seconde Guerre mondiale[réf. nécessaire]. 

## Biographie
Mort des suites d'une maladie, Englebert Van Anderlecht est inhumé au cimetière de Laeken[réf. non conforme].

## Sources
- Serge Goyens de Heusch, Englebert Van Anderlecht, Bruxelles, Fonds Mercator, 1998, 255 p. (ISBN 906153416X)
- Paul Piron, Dictionnaire des artistes et plasticiens de Belgique des XIXe et XXe siècles, Lasnes, Éditions Arts in Belgium, vol. 2, p. 539